# ۹۴۶ (میلادی)
۹۴۶ (میلادی) نهصد و چهل و ششمین سال تقویم میلادی است.

## درگذشتگان
‎